# Jan Henryk Dąbrowski
Jan Henryk Dąbrowski (Pierzchów, 2 de agosto de 1755 - Winna Góra, 6 de julio de 1818) fue un general polaco, participante en la Insurrección de Kościuszko, creador de las legiones polacas en Italia, comandante en jefe de las fuerzas polacas en 1813, y senador del Reino de Polonia en 1815.
Considerado uno de los personajes históricos más importantes de Polonia en el siglo XVIII, el himno nacional escrito por Józef Wybicki está dedicado a su persona.